# Xiaomi Mi A2
Lo Xiaomi Mi A2 è uno smartphone di fascia media prodotto da Xiaomi in partnership con Google e presentato a luglio 2018.
Il Mi A2 è un prodotto quasi identico allo Xiaomi Mi6X, con l'aggiunta di Android One, la versione "pura" di Android senza modifiche da parte del produttore (e in questo caso, quindi, senza l'interfaccia utente MIUI), e di diverse aperture delle fotocamere.

## Caratteristiche tecniche

### Hardware
Lo Xiaomi Mi A2 è un'evoluzione dello Xiaomi Mi A1, dal quale differisce principalmente per:
- La presenza di un chipset Qualcomm Snapdragon 660, con CPU octa-core e GPU Adreno 512;
- Lo schermo più grande (6 pollici) e con aspect ratio 18:9;
- La doppia fotocamera posteriore 12 MP + 20 MP con autofocus PDAF (al posto della 12 MP + 12 MP con zoom ottico 2x del Mi A1) e la fotocamera anteriore da 20 MP con flash LED e HDR;
- L'assenza dello slot microSD, del jack audio da 3.5 mm e della radio FM, che erano invece presenti sul Mi A1.[2]

### Software
Il Mi A2 nasce con Android 8.1 Oreo con Android One, da novembre 2018 inizia a ricevere gli aggiornamenti ad Android 9 Pie e da gennaio 2020 quelli per Android 10.

## Xiaomi Mi A2 Lite
Lo Xiaomi Mi A2 Lite è una versione più economica del Mi A2, quasi identica al Redmi 6 Pro ma con Android One. Differisce dal Mi A2 per il chipset Qualcomm Snapdragon 625 anziché 660, per il diverso comparto fotografico (12 MP f/2.2 + 5 MP di profondità sul retro e 5 MP anteriore), per i tagli di memoria 3/4 GB di RAM e 32/64 GB di memoria interna e per la presenza del jack audio da 3.5 mm e dello slot microSD (assenti nel Mi A2 normale).
Il dispositivo nasce con Android Oreo ed è stato aggiornato fino ad Android 10.